# 霍利 (愛達荷州)
霍利（英語：Hawley）是位於美國愛達荷州布萊恩縣的一個非建制地區。該地的面積和人口皆未知。

## 地理
霍利的座標為43°44′03″N 114°23′45″W / 43.73417°N 114.39583°W，而該地的平均海拔高度為1321米（即4334英尺）。